# Coming Up to Breathe Acoustic
Coming Up to Breathe Acoustic é o sexto álbum de estúdio da banda MercyMe, lançado em 2007..
Esté álbum trata-se de uma versão acústica do disco "Coming Up to Breathe".

## Faixas
Todas as faixs por MercyMe.
1. "Coming Up To Breathe" - 4:20
2. "So Long Self" - 4:02
3. "Hold Fast" - 4:39
4. "Something About You" - 4:53
5. "You're To Blame" - 4:15
6. "No More No Less" - 5:46
7. "Where I Belong" - 4:39
8. "Bring The Rain" - 5:30
9. "Last One Standing" - 3:38
10. "One Trick Pony" - 3:27
11. "3:42 AM (Writer's Block)" - 3:35
12. "Safe And Sound" - 3:43
13. "I Would Die For You" - 6:23